# タジキスタンの文化
タジキスタンの文化は何千年もの時を経て発展してきた。歴史的に、タジク人とペルシア人は相互の言語の語彙において多くを共有しており、アーリア人という大きな民族集団の一部を形成している。タジキスタンの文化は大きく2つの地区、すなわち首都ドゥシャンベ近郊とゴルノ・バダフシャン自治州 (高地)地区の文化に分かれる。タジク文化を形成してきたブハラやサマルカンド、ヘラート、バルフ、ニーシャープール、ヒヴァなどの古代からの都市地域は今ではタジキスタンの領外となっており、首都ドゥシャンベ、ホジェンド、クリャーブ、パンジケントなどが現代のタジキスタンの文化発信地域となっている。
2010年、タジキスタン代表のNilufar SherzodはMiss United Nationsを受賞した。

## 民族構成
人口の約80％をタジク人が占めるとされるが、実際にはこの中に多くのパミール人が含まれている。ウズベク人が15％と次に多く、以下ロシア人3％、キルギス人1％となっている。また、ドイツ人やアルメニア人のコミュニティも形成されている。

## 宗教

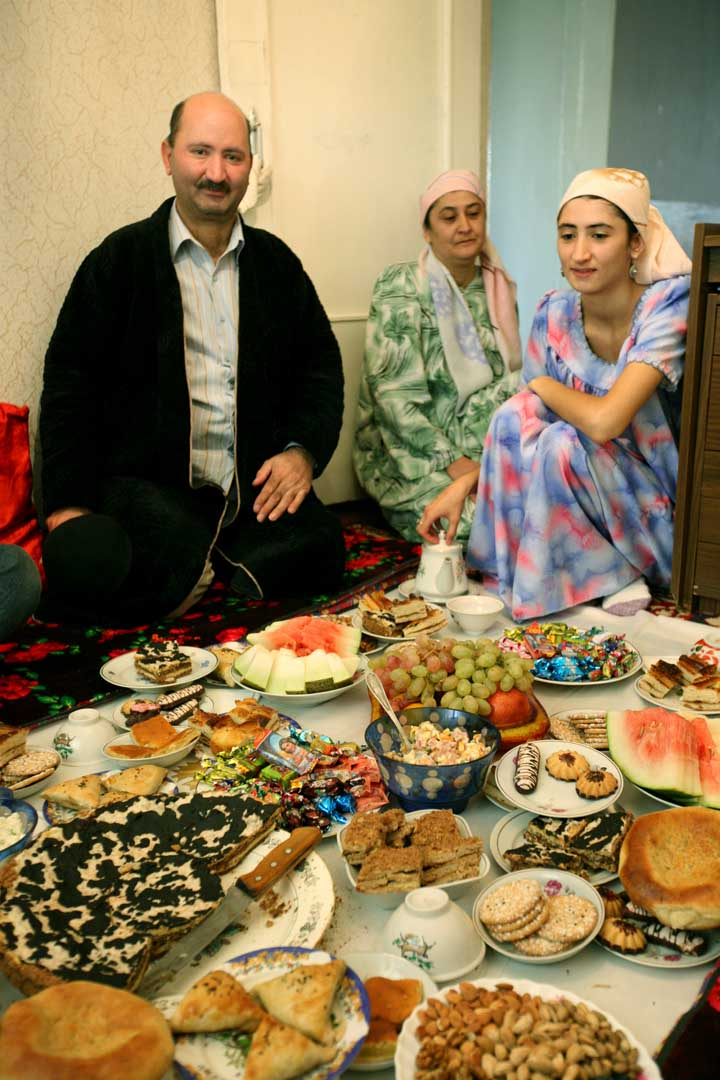
イド・アル＝フィトルを祝うタジキスタンの家族

ゾロアスター教の教祖ザラスシュトラはバルフ地区の出身であり(北部アフガニスタンやマー・ワラー・アンナフル)、バクトリア人 (タジク人の祖先となった人々の一つ)であると考えられている。 ゾロアスター教はペルシア帝国により地域の宗教として認められ、サーマーン朝時代にはアラブ人による侵入があるまで中央アジア全体で信仰されていた。イスマーイール・サーマーニーはブハラを彼らの居住地域とし、行政上の中心としてだけでなく芸術や科学の中心地とした。イスマーイール・サーマーニーの芸術や科学に対する個人的な興味やサポートに加え、国際貿易の活発化、シルクロード地域における安定した政治状況も味方して、タジキスタンの芸術や科学は黄金期を迎えた。
イスラム教化する以前の時代より祝われている大規模な祝祭としてはナウルーズがあり、これは元日を意味する。3月21日もしくは22日に開催され、タジキスタンにおける新年が始まる日である。ナウルーズの日には、多くの家族は親戚の家を訪れ、古くなったものを捨てて家の大掃除を行い、野外でゲームを楽しむ。また、ナウルーズの日には特別料理が作られる。イスラム教以前の習慣が残る行事としては、他に火の周りで踊ることで悪魔と戦い意味合いを持つ火踊りがあり、タジキスタンの地方の風習として受け継がれている。
タジキスタン政府はエホバの証人のようないくつかの宗教の信仰は認めておらず、信仰が禁止されている宗教の施設に関しては取り壊しが行われている。

## 料理

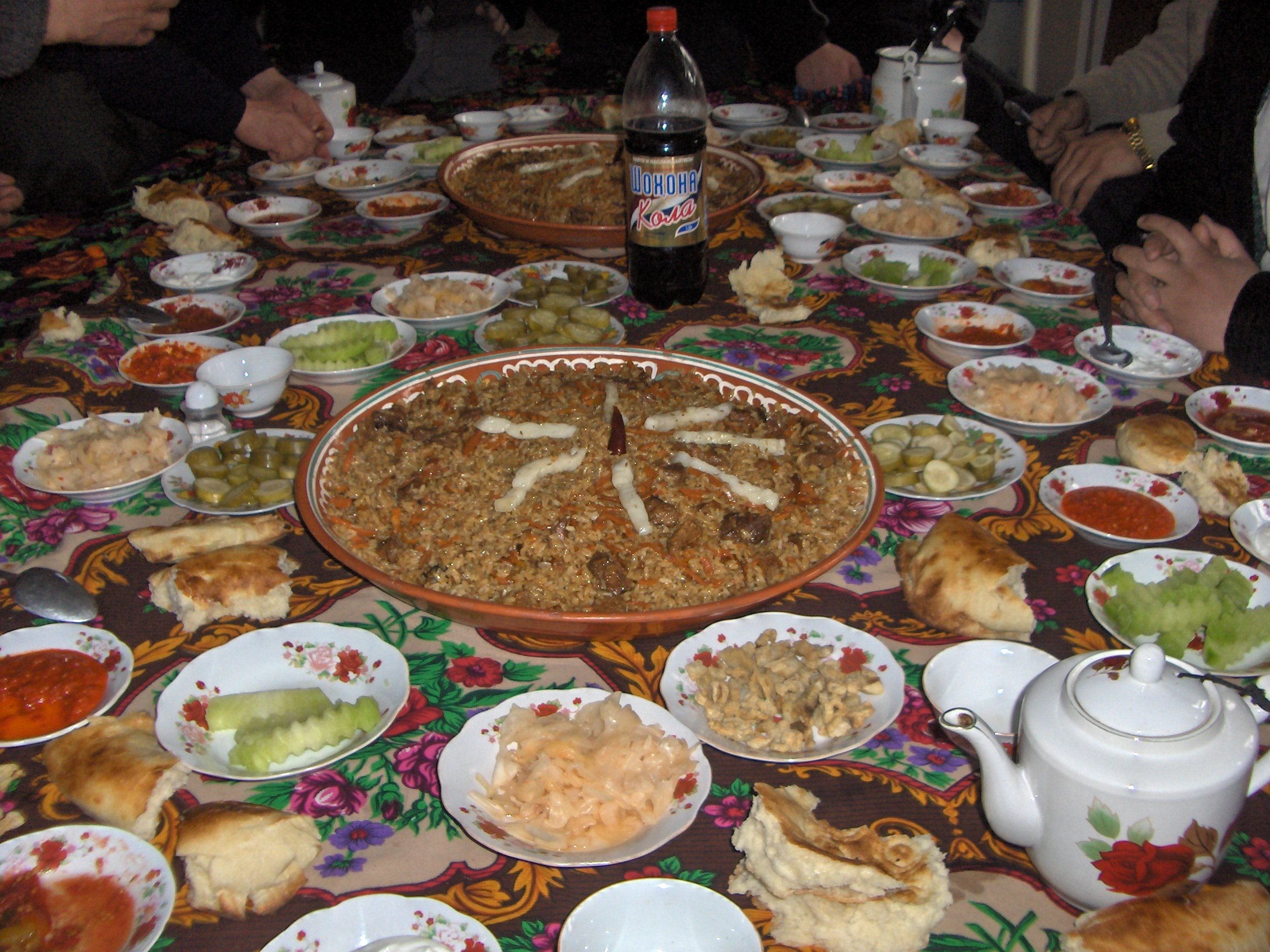
タジキスタンの饗応料理

タジキスタン料理はウズベキスタン料理、アフガニスタン料理、ロシア料理、イラン料理、北部パキスタン料理と共通点が多く、ペルシア料理から発展して形成されたものである。有名なタジク料理としてはプロフ、サマヌー等がある。タジキスタンの国民食はプロフと緑茶である。伝統的なタジク料理はドライフルーツ、ナッツ、ハルヴァなどの盛り合わせから始まり、順次スープや肉料理が供された後、最後にプロフが出される。茶はすべての食事で出され、ホスピタリティの一環として食事の間に出されることも多い。茶は砂糖などを加えないで飲む事が多い。タジク料理には様々な果物、肉、スープ料理がある。

## スポーツ
タジキスタンの山々ではヒルクライミングやマウンテンバイキング、ロッククライミング、スキー、スノーボード、ハイキング、登山といったアウトドアスポーツが盛んである。しかし、アウトドアスポーツを楽しめる時期は限定されており、7000m以上の標高の山があるパミール高原では、マウンテンバイキングやハイキングのツアーが国内や国際的な機関により運営されている。
サッカーはタジキスタンで最も人気のあるスポーツである。タジキスタンサッカー連盟は国際サッカー連盟(FIFA)とアジアサッカー連盟(AFC)に加盟しており、FIFAワールドカップアジア予選やAFCチャンピオンズリーグ2などFIFAやAFCの国際大会に参加している。
パミール・スタジアムは首都ドゥシャンベにある多目的スタジアムであり、タジキスタンの国立競技場である。現在は主にサッカーの試合に使用されており、スタジアムの収容人数は24,000人である。サッカータジキスタン代表はこのスタジアムをホームスタジアムとして利用している。

## 映画
タジキスタンの映画産業は1929年に生まれた。「タジクキノ」と呼ばれる初の公式映画スタジオ (後にタジクフィルムと改名) は1930年に創業した。1935年、タジクキノは声を録音した映画の製作を始めた。専門家は1970年代から1980年代がタジクフィルムの黄金時代であると考えている。政府による支援を受け、スタジオは毎年6本の映画を制作可能であった。
ソビエト連邦時代のタジクフィルムの成功例としては、「The Legend of Rustam」、「The Legend of Rustam and Siavoush」、「The Legend of the Smith Kova」などを挙げる事ができる。これらの映画はフェルドウスィーの叙事詩シャー・ナーメ内の物語を取り上げた映画となっている。「青春の朝」 (Юнности Первое Утро)はソビエト連邦軍がバスマチ運動と戦っていたソビエト連邦初期の時代にバダフシャンで暮らした人々を描いた映画である。3部作映画の「New tales from Shaherizada」はアラビア語の寓話として有名な千夜一夜物語を題材にして作成された映画である。
有名なタジク人映画監督としてはValeriy AhadovやDavlat Khudoynazarovがいる。 
ソビエト連邦崩壊後の内戦 (1992–1997)を経たことで、タジキスタン映画界は一時衰退した。スタジオは外国の小さな案件を受諾することで生き残り、数えるほどしか自社製作の映画を制作できなかった。
2005年に制作されたモフセン・マフマルバフの映画「セックスと哲学」は2002年にジャムシェド・ウスマノフが制作した映画「Angel on the Right」と同じくタジキスタンで撮影、製作を行なっている。この20年で制作された代表的なタジク映画としては、他に「Kosh ba Kosh」 (1993), 「Business trip」 (1998年, ドキュメンタリー), 「Luna Papa」 (1999, タジクフィルムとドイツ、オーストリア、スイス、日本、ロシアの映画会社との共同制作)などがある。

## 音楽

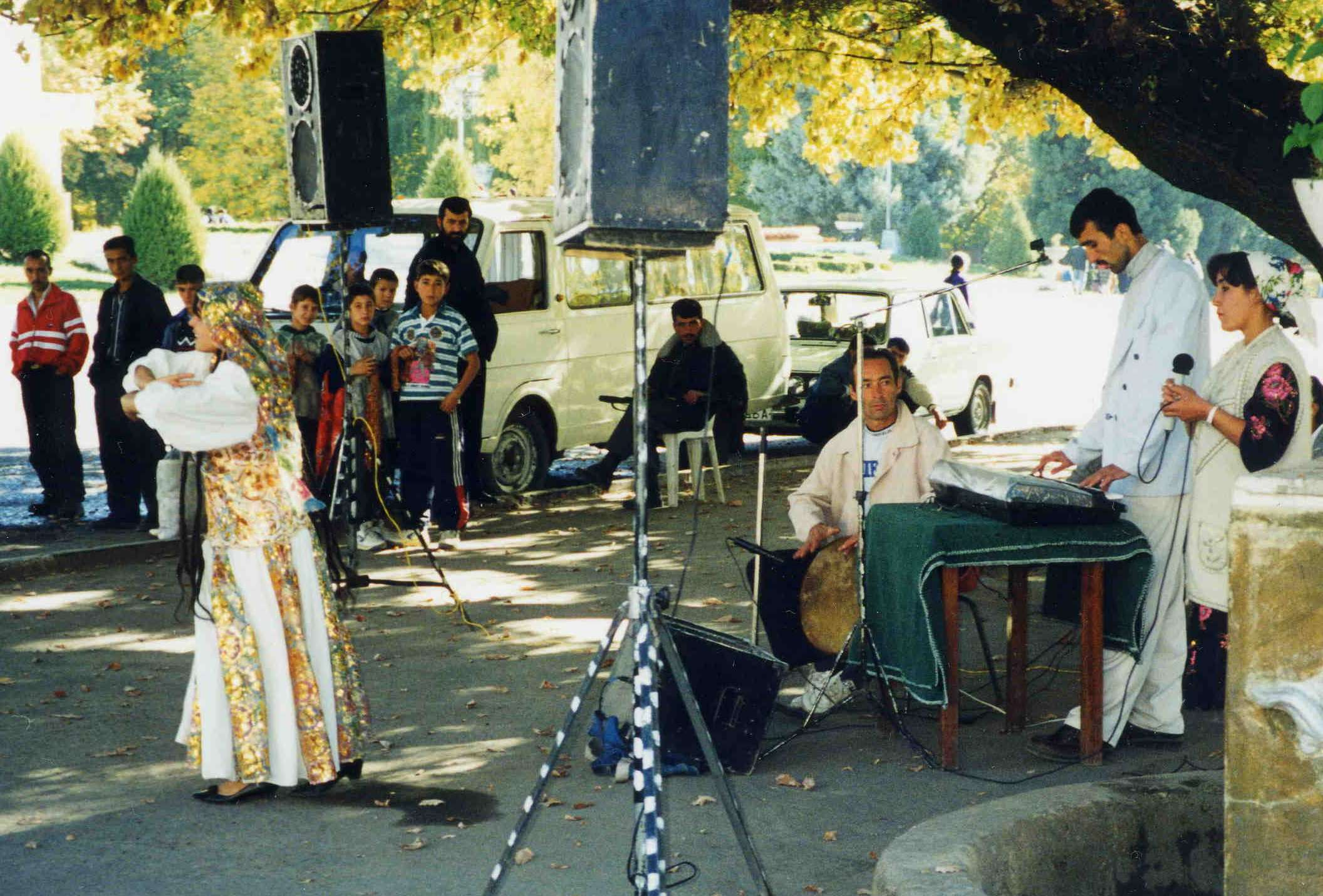
タジキスタンのストリートミュージシャン

タジキスタンの伝統音楽は他の中央アジアの国の音楽形式と密接に結びついている。Shashmaqamはタジキスタンの民謡で多く見られるスタイルである一方、ファラクは南タジキスタンで一般的である。ゴルノ・バダフシャン自治州のパミール人は音楽に関しても独自の文化を持っている。

## 文学
タジキスタン文学において古来より中心的な役割を果たしてきたのは現在はウズベキスタン領のサマルカンドやブハラである。近年においては、タジキスタン文学ではソーシャル・リアリズムを意識した作品が多く見られる。タジク人はタジク文学とより一般のペルシア文学を区別するようなことはしないが、著名な作家や詩人のなかには少数だが区別を行う者もいる。タジク語の標準化は近年のタジク文学の発展を促している。

## 文化的な復古
サーマーン朝時代から1000年を経たソビエト連邦時代には、現代歌劇やオペラ、バレエ、ミルゾ・トゥルスンゾダ, Mirsaid Mirshakar, Loik Sheraliによる詩などが盛んになり文化復古が起きた。文化復古で有名な人物として、小説家、歴史家のサドリディン・アイニー、大学教授のM IshokiやOsimi, 学者のSotim Ulughzoda, 小説家のJalol Ikromi, 人類学者、歴史家のボボジャン・ガフーロフなどが挙げられる。1969年、Malika Sobirovaは国際バレエコンテストで金メダルを受賞した。
独立後は国家としてのアイデンティティを醸成する目的からソビエト連邦時代から見られた文化復古は継続されている。有名な人物として、小説家のティムール・ズルフィカーロフや大学教授のRahim Masov、Bozor Sobirなどを挙げる事ができる。

## ギャラリー

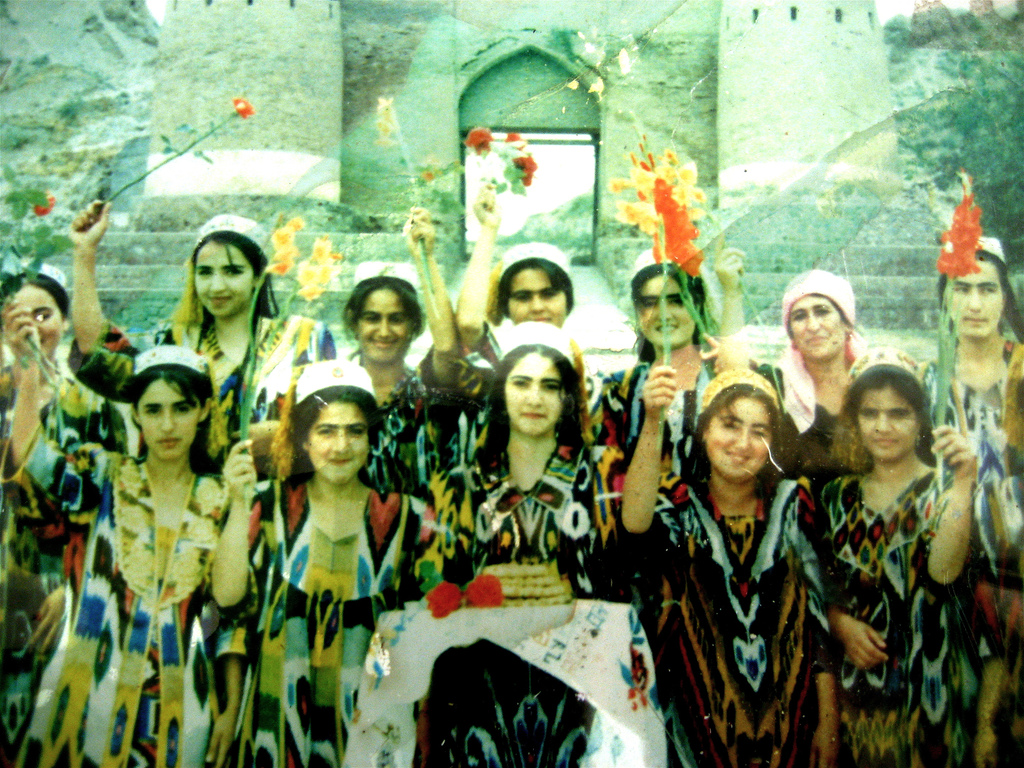
伝統衣装を着たタジク人女性
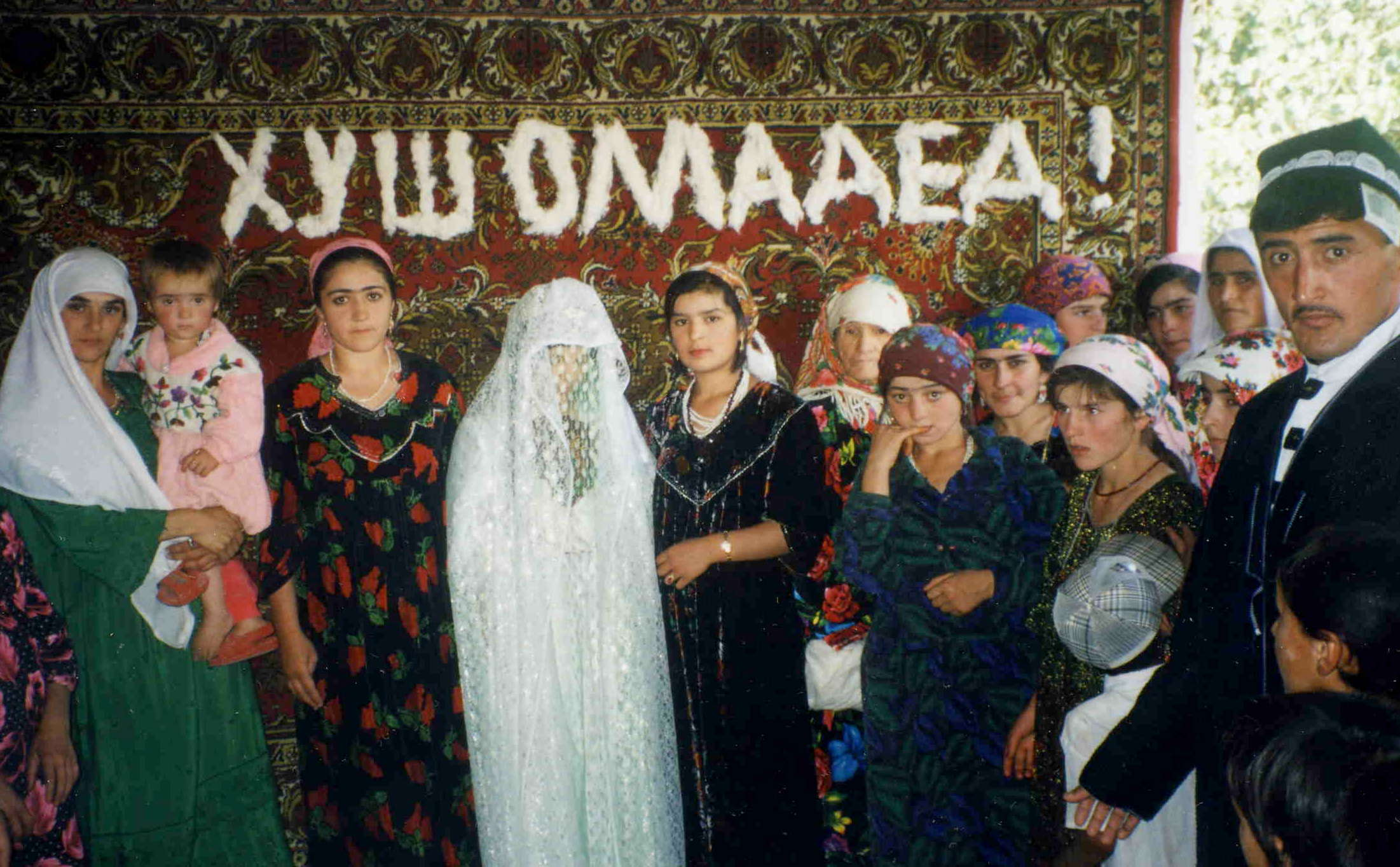
伝統的なタジキスタンの結婚式
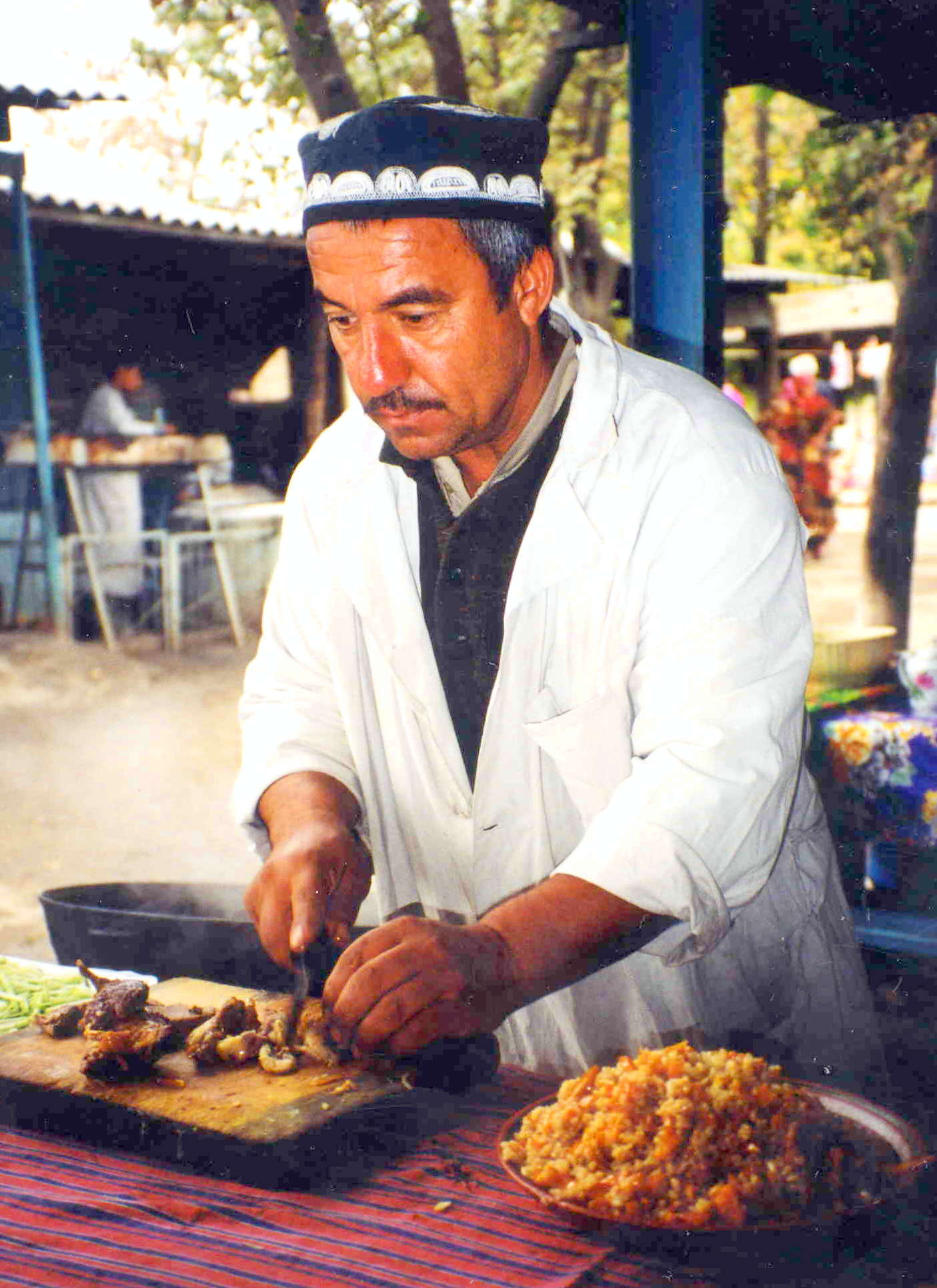
国民食プロフを作るタジキスタンの料理人